# اچ‌جی-۸
اچ‌جی-۸ (انگلیسی: HJ-8) یا هانگ‌جان-۸ یا بکتر شیکان (نسخه پاکستانی) نسل دوم موشکی است که با نور ردیابی می‌شود. این موشک از سامانه هدایت ضد تانک استفاده می‌کند که در اصل توسط ارتش آزادی‌بخش خلق در اواخر دههٔ ۸۰ میلادی ساخته شده.